# 拉贾帕拉耶姆
拉贾帕拉耶姆（Rajapalayam），是印度泰米尔纳德邦Virudhunagar县的一个城镇。总人口121982（2001年）。

## 人口
该地2001年总人口121982人，其中男性61080人，女性60902人；0—6岁人口11502人，其中男5935人，女5567人；识字率72.99%，其中男性为80.02%，女性为65.93%。